# Julio Cesar Serrano
Julio Cesar Serrano (1. března 1981, La Matanza, Buenos Aires, Argentina) je argentinský fotbalový záložník. Od roku 2010 působí v argentinském klubu CA Nueva Chicago.

## Klubová kariéra
V CA Nueva Chicago působil v roce 2007, v letech 2008-2010 byl hráčem slovenského klubu ŠK Slovan Bratislava. V roce 2010 se vrátil do Argentiny do CA Nueva Chicago.